# Вольное (Синельниковский район)
Вольное (укр. Вільне) — село,
Вольненский сельский совет,
Синельниковский район,
Днепропетровская область,
Украина.
Код КОАТУУ — 1224881101. Население по переписи 2001 года составляло 668 человек.
Является административным центром Вольненского сельского совета, в который, кроме того, входит село
Новоалексеевка.

## Географическое положение
Село Вольное находится на берегу реки Татарка, недалеко от её истоков,
ниже по течению примыкает село Кислянка.
Река в этом месте пересыхает, на ней сделано несколько запруд.
Рядом проходит автомобильная дорога Т-0425.

## История
- Местность, где находится село Вольное, было заселено в XII веке.
- В XVIII веке часть села Буряково получило название Вольное.

## Экономика
- ФХ «Анастасия».

## Объекты социальной сферы
- Школа I—II ст.
- Фельдшерско-акушерский пункт.
- Дом культуры.

## Достопримечательности
- Братская могила советских воинов.